# Politiske ideologier
Dette er en liste over politiske ideologier. Mange politiske partier baserer deres politiske handlinger og program på en ideologi. Indenfor samfundsfaget  er en politisk ideologi et bestemt etisk sæt idealer, principper, doktriner, myter eller symboler på en social bevægelse, institution, klasse eller større gruppe, som forklarer hvordan samfundet bør hænge sammen og tilbyder en form for politisk og kulturel plan for en bestemt social orden. En politisk ideologi bekymrer sig hovedsageligt om, hvordan den tildeler magt og hvordan denne skal bruges. Nogle partier følger en bestemt ideologi meget tæt, mens andre kan lade sig inspirere af en bred vifte af beslægtede ideologier uden specifikt at vælge en af dem.
Politiske ideologier har to dimensioner:
1. Mål: Hvordan samfundet bør fungere (eller arrangeres).
2. Metoder: De mest passende måder at opnå ovenstående.

En ideologi er en samling idéer. Hver ideologi indeholder typisk bestemte idéer om, hvad der betragtes som den bedste statsform (f.eks. demokrati, teokrati osv.) og det bedste økonomiske system (f.eks. kapitalisme, socialisme, etc). Nogle gange bruges det samme ord til både at identificere en ideologi og en af dens centrale idéer. For eksempel kan "socialisme" henvise til et økonomisk system eller en ideologi som støtte det økonomiske system.
Ideologier identificerer også sig selv efter deres placering på det politiske spektrum (såsom venstre, midten eller højre), selvom disse betegnelser kan være omstridte. Endeligt kan ideologier adskilles fra politiske strategier (f.eks. populisme) og fra enkelte problemer som et parti kan bygges op omkring (f.eks. modstand mod europæisk integration eller lovliggørelse af fildeling).

## Opdeling i grupper
Den følgende liste forsøger at dele ideologierne i det praktiske politiske liv i et antal grupper; hver gruppe består af ideologier som er beslægtede med hinanden. Overskrifterne henviser til navnene på de bedst kendte ideologier i hver gruppe. Overskrifterne antyder ikke nødvendigvis nogen hierarkisk orden eller at en ideologi udviklede sig ud over de andre. De bemærker blot at disse ideologier praktisk, historisk og ideologisk er beslægtede. Bemærk at en ideologi godt kan tilhøre flere grupper og at beslægtede ideologier af og til overlapper hinanden betragteligt. Husk også på at betydningen af en politisk betegnelse kan variere fra land til land og partier ofte bekender sig til en kombination af ideologier.
Denne liste er opstillet alfabetisk.

### Ideologier beslægtede med anarkisme
- Generelle
  - Anarkisme
  - Anarkisme uden adjektiver

- Individualistisk anarkisme
  - Individualistisk anarkisme
  - Anarko-kapitalisme

- Socialanarkisme
  - Anarko-kommunisme
  - Anarka-feminisme
  - Anarko-syndikalisme
  - Kollektivistisk anarkisme
  - Libertariansk socialisme
  - Socialanarkisme
  - Socialøkologisme

- Miljøbevidst  anarkisme
  - Anarko-primitivisme
  - Øko-anarkisme
  - Grøn anarkisme

- Religiøs anarkisme
  - Kristen anarkisme

### Ideologier beslægtede med konservatisme
- Kommunitarisme
- Kristendemokrati
- Konservatisme
  - Konservatisme
  - Liberalkonservatisme
  - McCarthyisme
  - Nationalkonservatisme
  - Neokonservatisme
  - Paleokonservatisme
  - Regionale varianter
    - Amerikansk konservatisme
    - Canadisk konservatisme

### Ideologier beslægtede med miljøbevidsthed
- Anarko-primitivisme
- Øko-anarkisme
- Økofeminisme
- Øko-socialisme
- Økologisme
- Grøn anarkisme
- Grøn ideologi
- Grøn politik
- Socialøkologisme

### Ideologier beslægtede med feminisme
- Anarka-feminisme
- Kulturel feminisme
- Økofeminisme
- Feminisme
- Individualistisk feminisme
- Liberal feminisme
- Lesbisk feminisme
- Marxistisk feminisme
- Maskulisme
- Postmoderne feminisme
- Psykoanalytisk feminisme
- Radikal feminisme
- Religiøs feminisme
  - Religiøs feminisme
  - Jødisk feminisme
  - Kristen feminisme
- Separatistisk feminisme
- Socialistisk feminisme

### Ideologier beslægtede med liberalisme
- Liberalisme
  - Klassisk liberalisme
  - Konservativ liberalisme
  - Nationalliberalisme
  - Liberalisme
  - Liberal feminisme
  - Neoliberalisme
  - Ordoliberalisme
  - Paleoliberalisme
  - Socialliberalisme
- Libertarianisme
  - Agorisme
  - Anarko-kapitalisme
  - Geolibertarianisme
  - Georgisme
  - Venstreorienteret libertarianisme
  - Libertarianisme
  - Neolibertarianisme
  - Objektivisme
  - Paleolibertarianisme
- Radikalisme
  - Radikalisme
  - Republikanisme
- Andre
  - Individualistisk feminisme
  - Progressivisme

### Ideologier beslægtede med nationalisme
- Generelle
  - Nationalisme
- Fascisme
  - Antisemittisme
  - Austrofascisme
  - Braziliansk integralisme
  - Klerikal fascisme
  - Fascisme
  - Falangisme
  - Græsk fascisme
  - Italiensk fascisme
  - Japansk fascisme
  - Nationalsocialisme
  - Neofascisme
  - Neonazisme
  - Racisme
  - Rexisme
  - Ustaše
- Regionale varianter
  - Gaullisme
  - Hindu nationalisme
- Foreningsbevægelser
  - Afrikansk socialisme
  - Arabisk nationalisme
  - Arabisk socialisme
  - Panafrikanisme
- Zionisme
  - Socialistisk zionism
  - Religiøs zionism
  - Revisionistisk zionisme
  - Zionisme

### Ideologier beslægtede med religion
- Generelle
  - Religiøs feminisme
  - Religiøs socialisme
- Kristendom
  - Kristen anarkisme
  - Kristen kommunisme
  - Kristendemokrati
  - Kristen feminisme
  - Kristen socialisme
  - Klerikal fascisme
  - Dominionisme
- Islam
  - Islamisk socialisme
  - Islamisme
  - Wahabisme
- Jødedom
  - Jødisk feminisme
  - Religiøs zionisme
- Hinduisme
  - Hindu nationalisme

### Ideologier beslægtede med socialisme
- Generelle
  - Socialisme

- Reformistsocialisme
  - Demokratisk socialisme
    - Austromarxisme
    - Bernsteinisme
    - Demokratisk socialisme
    - Fabianisme
    - Folkesocialisme
    - Kautskyisme
    - Reformisme
    - Revisionisme

  - Socialdemokratisme
    - Socialdemokratisme
    - Markedssocialisme
    - Neosocialisme

  - Andre
    - Socialistisk feminisme

- Regionale varianter
  - Afrikansk socialisme
  - Arabisk socialisme
  - Bolivarianisme
  - Melanesisk socialisme
  - Socialistisk zionisme

- Religiøs socialisme
  - Befrielsesteologi
  - Religiøs socialisme
  - Kristen socialisme
  - Islamisk socialisme

- Revolutionær socialisme
  - Generelle
    - Kommunisme
    - Revolutionær socialisme

  - Marxisme
    - Autonomisme
    - Eurokommunisme
    - Gonzalo tænkning
    - Guevarisme
    - Juche
    - Luxemburgisme
    - Maoisme
    - Marxisme
    - Marxisme-Leninisme
    - Marxistisk feminisme
    - Marxistisk humanisme
    - Neomarxisme
    - Situationisme
    - Stalinisme
    - Titoisme
    - Trotskyisme
    - Vestlig marxisme

  - Andre
    - Rådskommunisme
    - Venstrekommunisme
    - Kristen kommunisme

- Socialanarkisme
  - Anarko-kommunisme
  - Anarko-syndikalisme
  - Kollectivistisk anarkisme
  - Øko-socialisme
  - Libertariansk socialisme
  - Socialanarkisme
  - Socialøkologi

- Andre

  - Syndikalisme
  - Utopisk socialisme
  - Liberalsocialisme